# Eclipsa de Soare din 21 septembrie 2025
Eclipsa de Soare din 21 septembrie 2025 va fi cea de-a 18-a eclipsă parțială de Soare din secolul al XXI-lea. 

## Zonă de vizibilitate
Eclipsa de Soare din 21 septembrie 2025 va fi vizibilă din Antarctica, Oceanul Pacific și din Oceania. 

## Eclipse în 2025
- Eclipsa totală de Lună din 1 martie.
- Eclipsa parțială de Soare din 29 martie.
- Eclipsa totală de Lună din 7 septembrie.
- Eclipsa parțială de Soare din 21 septembrie.